# Rupert Crosse
Rupert Crosse (født 29. november 1927, død 5. marts 1973) var en amerikansk tv- og filmskuespiller noteret som den første afroamerikanske skuespiller til at modtage en nominering for en Oscar for bedste mandlige birolle for sin rolle i 1969 filmatiseringen af William Faulkners De tre fra Mississippi.